# Rolf Zehetbauer
Rolf Zehetbauer (Munique, 13 de fevereiro de 1929 - 23 de janeiro de 2022) foi um diretor de arte alemão. Venceu o Oscar de melhor direção de arte na edição de 1973 por Cabaret, ao lado de Hans Jurgen Kiebach e Herbert Strabel.